# Frienstedt
Frienstedt, Erfurt-Frienstedt – dzielnica miasta Erfurt w Niemczech, w kraju związkowym Turyngia. 